# عملیات‌های هوایی در جریان عملیات بارباروسا
عملیات‌های هوایی در جریان عملیات بارباروسا اشاره به مجموعه‌ای از عملیات‌های هوایی دارد که نیروی هوایی آلمان (لوفت‌وافه) و نیروی هوایی شوروی در جریان عملیات بارباروسا در یک بازه حدوداً شش‌ماهه از ۲۲ ژوئن تا ماه اوایل ماه دسامبر سال ۱۹۴۱، سعی در ایجاد برتری هوایی بر فراز مناطق عملیاتی و پشتیبانی نیروهای زمینی خود داشتند.

## دکترین
دکترین هوایی هر دو طرف در جریان عملیات بارباروسا، تهاجمی بود. یکی از مشخصه‌های اصلی نبردهای هوایی در این عملیات ذات عموماً تاکتیکی آن بود؛ به وجهی که یک جنگ راهبردی هوایی به معنای واقعی هیچگاه در آن به وقوع نپیوست. حملات هوایی راهبردی تنها به صورت موردی و پراکنده اتفاق افتاد.
دکترین آلمان
با توجه به کمبود منابع طبیعی راهبردی، آلمان مجبور بود جنگ با شوروی را به سرعت به پایان برساند و بر منابع طبیعی آن مسلط گردد. از این رو تأکید آلمانی‌ها بر ایجاد نیروی بمب‌افکن‌های تاکتیکی بود. رمز پیروزی تاکتیک «بلیتس‌کریگ» در استفاده گسترده از یگان‌های هوایی در نقش پشتیبانی نزدیک هوایی قرار داشت. افکن‌های شیرجه‌ای و هواگردهای تهاجمی آلمان با احضار توسط ارتباطات رادیویی، به سرعت و با شدت علیه هر گونه استحکامات دشمن وارد عمل می‌شدند. در حالیکه یگان‌های پشتیبانی نزدیک هوایی همواره در خط مقدم در حال عملیات بودند، وظیفه بمب‌افکن‌های تاکتیکی دو موتوره متوسط انهدام خطوط ارتباطی، قرارگاه‌ها و فرودگاه‌های دشمن در اراضی پشت خط مقدم بود.
بر اساس کلیات تاکتیک بلیتس‌کریگ، حمله با تهاجم همه‌جانبه هوایی علیه هواگردهای دشمن بر روی زمین آغاز می‌شد. هدف این اقدام از میان بردن نیروی هوایی دشمن و ایجاد پیش‌زمینه‌ای برای یک تهاجم موفق زمینی بود. در هر دو مرحله عملیات بمب‌افکن‌های دو موتوره متوسط نقش ستون فقرات لوفت‌وافه را داشتند. به همین جهت تأکید بر این بمب‌افکن‌ها، بمب‌افکن‌های شیرجه‌ای و جنگنده‌های سنگین بیش از تأکید بر جنگنده‌های تک موتوره بود. در این شرایط جنگنده‌ها صرفاً با وظایف دفاعی، تا حدودی گونه‌ای از ادوات زائد در دکترین مسلط بلیتس‌کریگ به حساب می‌آمدند. رویکرد غالب بر عملکرد جنگنده‌های لوفت‌وافه عمل انفرادی بود. خلبانان جنگنده‌های آلمانی برای کسب پیروزی‌های هوایی انفرادی آموزش دیده بودند. این خلبانان با هر هواگرد دشمن که برخورد می‌کردند، اقدام به ساقط ساختن آن می‌نمودند. این حالت به صورت کاملی با وظیفه جنگنده‌های تک موتوره در دکترین بلیتس‌کریگ سازگاری داشت.
دکترین شوروی
بر خلاف آلمان، شوروی پیش از آغاز جنگ، نیروی نسبتاً بزرگی از بمب‌افکن‌های راهبردی ایجاد نمود. در حقیقت این نیرو با بیش از ۸۰۰ بمب‌افکن توپولوف تی‌بی-۳ که در دهه ۱۹۳۰ شکل گرفت، نخستین ناوگان بزرگ بمب‌افکن‌های راهبردی در جهان به حساب می‌آمد. این نیرو بر دکترینی مشابه آرای ژنرال جولیو دوهت، نظریه‌پرداز نظامی ایتالیایی، تکیه داشت. به هر صورت در آغاز دهه ۱۹۴۰ میلادی نیروی بمب‌افکن‌های راهبردی شوروی در اثر استاندارد پائین آموزش خدمه، ادوات ضعیف ناوبری و هواگردهای قدیمی قدرت خود را از دست داد. در طول جنگ با آلمان، فاصله بالا با سرزمین اصلی آلمان و نیازهای خط مقدم، باعث شد حملات راهبردی هوایی به صورت محدود صورت بگیرد.
در جنبه‌های دیگر، دکترین هوایی شوروی نیز همانند دکترین لوفت‌وافه بود اما به اندازه آن توسعه نیافته بود. دکترین هوایی شوروی از منظر تاکتیکی تهاجمی و از منظر راهبردی دفاعی به حساب می‌آمد. نخستین هدف نیروی هوایی شوروی دستیابی به برتری هوایی از طریق بمباران تأسیسات زمینی نیروی هوایی دشمن بود. پس از حصول برتری هوایی، بمب‌افکن‌های دو موتوره متوسط موظف به جلوگیری از تحرکات دشمن در پشت خطوط مقدم می‌شدند. تقریباً هیچ بمب‌افکن شیرجه‌ای در نیروی هوایی شوروی وجود نداشت و تأکید اصلی بر ایجاد نیروی هواگردهای تهاجمی با توانمندی حمایت از عملیات‌های زمینی نهاده شده بود. تعداد زیادی از جنگنده‌های قدیمی شوروی همانند جنگنده آی-۵بیس به این منظور اختصاص یافته بودند. ایل-۲، نخستین هواگرد تهاجمی اختصاصی شوروی از سال ۱۹۴۱ پا به عرصه نهاد. با این وجود تعدادی از بمب‌افکن‌های راهبردی دو موتوره شوروی همچنان به خدمت خود ادامه می‌دادند.
مجدداً مشابه لوفت‌وافه، جنگنده‌ها در نیروی هوایی شوروی نیز تماماً وظایف تدافعی داشتند. به هر صورت بر خلاف جنگنده‌های آلمانی که خوی تهاجم انفرادی داشتند، جنگنده‌های شوروی حالت تدافعی به خود می‌گرفتند.

## تاکتیک
تاکتیک آلمان
جنگنده‌های آلمانی در آرایش‌های گشاد تهاجمی دو و چهار هواگردی به عملیات می‌پرداختند. این تاکتیک جدید و انقلابی با رها کردن آرایش سه هواگردی V شکل، کاملاً بر جنگنده پرسرعت ب‌اف-۱۰۹ منطبق گشته بود تا خلبانان آن در حالتی انعطاف‌پذیر از مزیت سرعت بهره ببرند. مرسوم‌ترین تاکتیک تهاجمی جنگنده‌های آلمانی یورش از بالا و صعود مجدد به ارتفاعات بالا به کمک مزیت صعود سریع هواگردهای ب‌اف-۱۰۹ بود. این عمل بارها در جریان درگیری تکرار می‌شد. خلبانان ب‌اف-۱۰۹ به ندرت وارد رزم چرخشی با جنگنده‌های شوروی می‌شدند.
بمب‌افکن‌های آلمانی در یک یا چند آرایش تنگ V شکل عملیات می‌نمودند تا در کنار تماس‌های هوا به هوای رادیویی، قدرت آتش تیربارچی‌های خود را به حداکثر برسانند.
تاکتیک شوروی
خلبانان جنگنده‌های شوروی آموزش دیده بودند در آرایش V شکل به عملیات بپردازند که موجب برتری جنگنده‌های آلمانی بر آن‌ها شده بود. جنگنده‌های شوروی هنگام قرار گرفتن زیر حمله جنگنده‌های دشمن، اغلب دایره دفاعی تشکیل می‌دادند. این آرایش حالت دفاعی خوبی ایجاد می‌نمود اما باعث بی‌تاثیر شدن مأموریت این جنگنده‌ها می‌گردید.
بمب‌افکن‌های شوروی در آرایش خطی با سه تا دوازده یا گاهی تعداد بسیار بیشتری هواگرد عملیات می‌نمودند. این آرایش توان آتش دفاعی آن‌ها علیه جنگنده‌های دشمن را کاهش می‌داد اما تمهیدی ضروری به جهت نیاز به حفظ اتصال بصری با فرمانده یگان بود؛ چرا که ارتباط رادیویی هوابه‌هوا در هواگردهای شوروی نایاب بود. تنها هواگرد فرمانده یگان به رادیو مجهز می‌شد که آن هم بسیار غیرقابل بود. بدین ترتیب همکاری در آسمان دشوار می‌گردید و در چندین مورد جنگنده‌های آلمانی با رساندن خود به پشت این خط، بمب‌افکن‌ها یکی پس از دیگری ساقط می‌نمودند؛ به وجهی که آخرین قربانی به اندازه نخستین آن‌ها غافل‌گیر می‌شد.

## ادوات
ادوات آلمان
جنگنده
- مسرشمیت ب‌اف ۱۰۹: تا ماه ژوئن سال ۱۹۴۱، اغلب یگان‌های جنگنده لوفت‌وافه به مدل اف این جنگنده استاندارد تک‌موتوره تک‌سرنشین مجهز بودند. این هواگرد بهترین عملکرد رزمی را در بین تمامی هواگرد دیگر در اوایل دهه ۱۹۴۰ به خود اختصاص داده و بسیار فراتر از تمامی هواگردهای شوروی در سال ۱۹۴۱ بود. تنها کمبود این هواگرد برد نسبتاً کوتاه ۶۴۰ کیلومتری آن به حساب می‌آمد که دلیل آن نیز هدف از به‌کارگیری آن به عنوان هواگرد رهگیری دفاعی محلی بود.[۱۱]
- مسرشمیت ب‌اف ۱۱۰: این جنگنده سنگین دو موتوره به وظایف تهاجمی اختصاص یافته بود. سرعت ۵۵۰ کیلومتر بر ساعتی و تحمل بالای خسارات زرمی، موقعیت خاصی به این هواگرد در جبهه شرقی بخشیده بود.[۱۲]

بمب‌افکن
- هاینکل هائی ۱۱۱: این بمب‌افکن یکی از دو بمب‌افکن پرشمار لوفت‌وافه در عملیات بارباروسا به حساب می‌آمد. این هواگرد قادر به حمل ۱۸۰۰ کیلوگرم بمب در برد ۱۳۰۰ کیلومتری بود.[۱۳]
- یونکرس یو ۸۸: این هواگرد به عنوان جدیدترین بمب‌افکن لوفت‌وافه، با حداکثر سرعت ۴۶۰ کیلومتر بر ساعت و توانایی حمل ۱۸۰۰ کیلوگرم بمب، در بستر مفهوم «بمب‌افکن پر سرعت» در مقابل جنگنده‌های منسوخ شوروی در سال ۱۹۴۱ کارایی مناسبی داشت. این بمب‌افکن به عنوان یکی از سریع‌ترین بمب‌افکن‌های آن زمان، منعطف‌ترین هواگرد در وظایف بمباران سطحی، بمباران شیرجه‌ای و شناسایی به حساب می‌آمد.[۱۳]
- دورنیه دو ۱۷: این هواگرد به عنوان قدیمی‌ترین بمب‌افکن لوفت‌وافه در عملیات بارباروسا، نیز که در قالب مفهوم «بمب‌افکن پر سرعت» تولید شده بود، دیگر بمب‌افکن پرشمار آن به حساب می‌آمد. ظرفیت نسبتاً پایین ۱۰۰۰ کیلوگرم بمب و آسیب‌پذیری در مقابل جنگنده‌های دشمن در نهایت سبب کنار نهاده شدن آن شد.[۱۳]

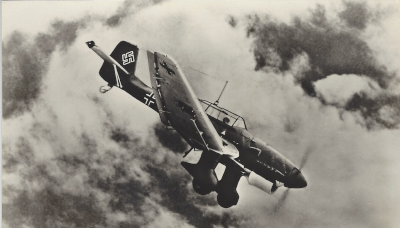
یونکرس یو ۸۷

- یونکرس یو ۸۷ اشتوکا: این بمب‌افکن شیرجه‌ای تک موتوره یکی از نام‌آورترین هواگردهای لوفت‌وافه به حساب می‌آمد. با وجود سرعت پایین حدود ۳۷۰ کیلومتر بر ساعتی و آسیب‌پذیری در مقابل جنگنده‌های دشمن، قادر به حمل ۴۵۰ کیلوگرم بمب با دقتی رعب‌آور بود.[۱۳]

ادوات شوروی
جنگنده

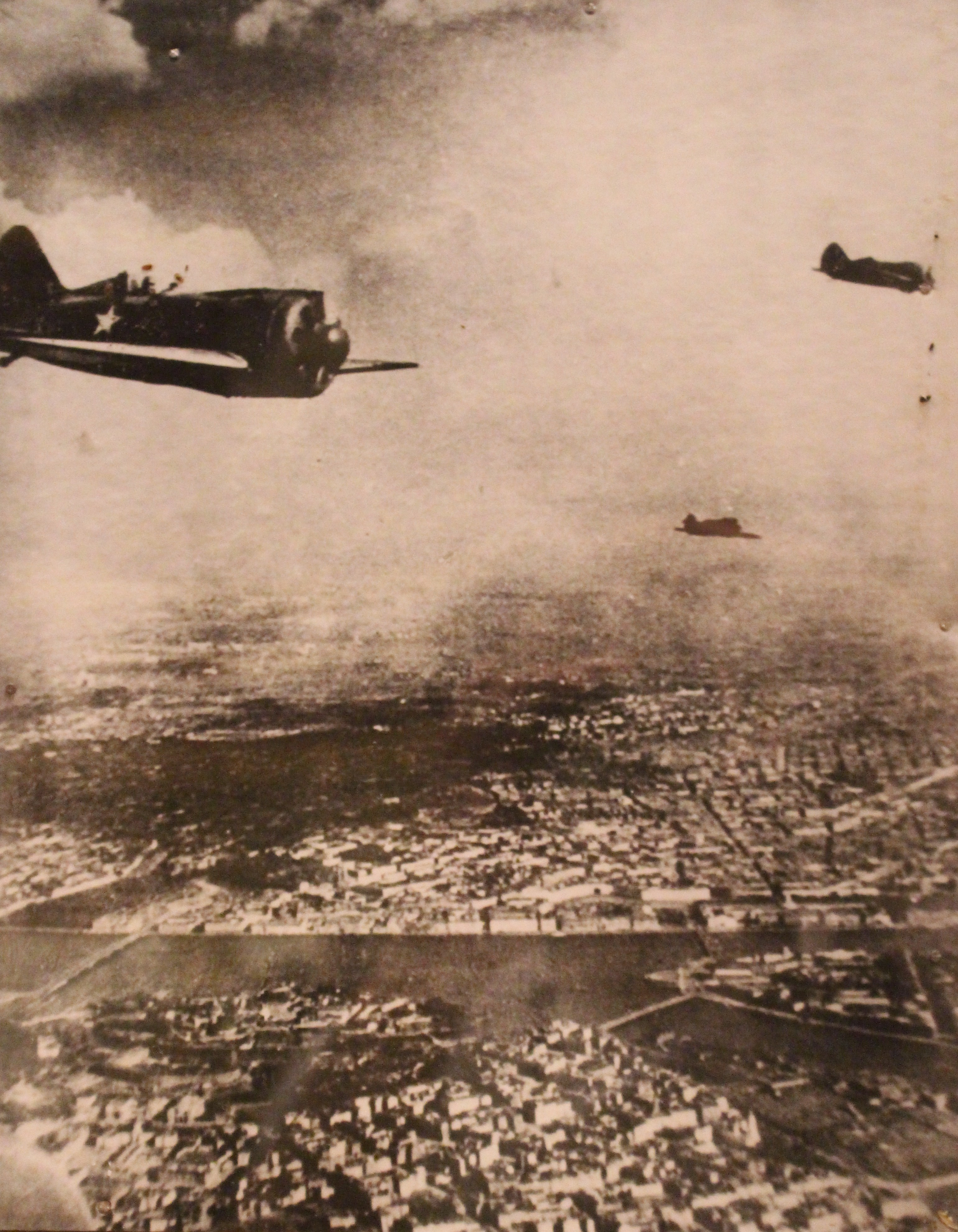
پولیکارپوف آی-۱۶ بر فراز لنینگراد تحت محاصره

- پولیکارپوف آی-۱۶ ایشاک: این هواگرد تک‌باله تک‌موتوره جنگنده اصلی نیروی هوایی شوروی در سال ۱۹۴۱ به حساب می‌آمد. این جنگنده از بسیاری لحاظ ضعیف‌تر از ب‌اف ۱۰۹، جنگنده آلمانی بود اما تحرک‌پذیری بالایی داشت و موتور خنک‌شونده با هوای آن مزیت بااهمیتی ایجاد می‌نمود.[۱۴]
- پولیکارپوف آی-۱۵۳ چایکا: هواگرد دو باله تک‌سرنشین یکی از بهترین جنگنده‌های دو باله تولید شده در جهان بود اما تسلیحات ضعیف آن با چهار مسلسل ۷٫۶۲ میلی‌متری در مقابل هواگردهای زرهی دشمن همچون هائی ۱۱۱ ناکافی می‌نمود. علاوه بر این ساختار ضعیف باعث آسیب‌پذیری آن در مقابل آتش دشمن می‌شد. در سال ۱۹۴۱ این هواگرد حال خروج از خدمت در نیروی هوایی شوروی بود.[۱۵]
- میکویان-گورویچ میگ-۳: این جنگنده تک‌باله نخستین هواگرد نسل جدید شوروی بود که در تعداد زیاد وارد یگان‌های خط مقدم شد. با این حال ضعیف‌تر از ب‌اف ۱۰۹ به حساب می‌آمد. میگ-۳ نسبت به جنگنده آلمانی وزنی سنگین‌تر، تسلیحاتی ضعیف‌تر و تحرک‌پذیری کمتری داشت. به هر صورت به عنوان هواگرد رهگیری ارتفاع بالا در سطوح ارتفاعی بالا از سرعت بسیار زیادی برخوردار بود.[۱۵]
- یاکوولف یاک-۱: این هواگرد تک‌باله تک‌سرنشین با اختلاف بهترین جنگنده شوروی در سال ۱۹۴۱ به حساب می‌آمد. یاک-۱ تسلیحات بسیار قدرتمندتری نسبت به میگ-۳ داشت و از آن تحرک‌پذیرتر بود. کنترل بسیار راحت‌تر این هواگرد مزیت اصلی آن می‌نمود. یاک-۱ شباهت بسیار زیادی در سرعت، تحرک‌پذیری و تسلیحات به ب‌ف-۱۰۹ داشت. میزان بسیار اندکی از این جنگنده هنگام شروع جنگ در اختیار نیروی هوایی شوروی بود.[۱۶]

بمب‌افکن
- ایلیوشین دی‌بی-۳: این بمب‌افکن متوسط قابل قیاس با مدل‌های اولیه هائی ۱۱۱ و با سرعتی مشابه دو ۱۷، بستگی به فاصله پروازی، قادر به حمل ۱۰۰۰ تا ۲۵۰۰ کیلوگرم بمب بود.
- توپولف اس‌بی: این بمب‌افکن پرسرعت و متوسط با ظرفیت حمل تنها ۶۰۰ کیلوگرم بمب تا حدود زیادی یک شکست در طراحی به حساب می‌آمد. فقدان زره، تسلیحات دفاعی ضعیف و احتراق‌پذیری بالا شانس اندکی به این هواگرد در مقابل جنگنده ب‌اف ۱۰۹ داده بود.[۹]
- ایلیوشین ایل-۲ اشتورموویک: این هواگرد با اختلاف بهترین تولید صنعت هوانوردی شوروی در جنگ جهانی دوم به حساب می‌آمد و احتمالاً مدرن‌ترین و بهترین هواگرد تهاجمی آن زمان در سطح جهان بود. ایل-۲ با وجود ظرفیت حمل بمب تنها ۴۰۰ کیلوگرم و ۸ راکت، با توجه به زره بسیار ضخیم و عملکرد خوب در میان نیروهای زمینی آلمان به «مرگ سیاه» شهرت یافت.[۹]

## توان اولیه
توان شوروی
| منطقه    | جنگنده     | بمب‌افکن    | تهاجمی   | شناسایی | مجموع      |
| -------- | ---------- | ---------- | -------- | ------- | ---------- |
| لنینگراد | ۶۰۱ (۳۳)   | ۳۵۵ (۳۶)   | ۷۴ (۲)   | ۳۱ (۱)  | ۱۰۶۱ (۷۲)  |
| بالتیک   | ۶۶۸ (۹۵)   | ۴۴۱ (۴۵)   | ۸۵ (۵)   | ۶       | ۱۲۰۰ (۱۴۵) |
| غرب      | ۸۶۳ (۱۱۱)  | ۵۳۱ (۷۴)   | ۸۵ (۳)   | ۵۳ (۱)  | ۱۵۳۲ (۱۸۹) |
| کیف      | ۱۱۹۵ (۱۳۴) | ۵۰۶ (۷۳)   | ۱۳۵ (۷)  | ۶۴ (۲)  | ۱۹۰۰ (۲۱۶) |
| اودسا    | ۴۴۸ (۸۲)   | ۲۲۳ (۳۶)   | ۲۹       | ۱۱۷ (۵) | ۸۱۷ (۱۲۳)  |
| مجموع    | ۳۷۷۵ (۴۵۵) | ۲۰۵۶ (۲۶۴) | ۴۰۸ (۱۷) | ۲۷۱ (۹) | ۶۵۱۰ (۷۴۵) |

## حملات هوایی اولیه لوفت‌وافه و پاسخ شوروی
بر مبنای دکترین تاکتیکی بلیتس‌کریگ و جهت ایجاد برتری هوایی و مهیا ساختن شرایط لازم برای تهاجم زمینی، عملیات بارباروسا با یورش همه‌جانبه هواگردهای لوفت‌وافه به فرودگاه‌های دشمن آغاز شد. پس از انجام عملیات شناسایی توسط ۱۵۰ هواگرد و با جلوداری هواگردهای مسیریاب، موج نخست حملات هوایی دقایقی پس از ساعت ۳ بامداد با ۸۷۰ بمب‌افکن متوسط، هواگرد تهاجمی، جنگنده سنگین و جنگنده-بمب‌افکن صورت گرفت. اغلب هواگردهای شوروی در اثر کمبود فضای مسقف، در محیط باز و بدون استتار در ردیف‌های فشرده در کنار هم چیده شده بودند تا زیر آسمان صاف به سادگی مورد هدف قرار گیرند. هواگردهای نیروی هوایی رومانی نیز در این حملات مشارکت داشتند.{ در مجموع، حمله ۵۰۰ بمب‌افکن، ۲۷۰ بمب‌افکن شیرجه‌ای و ۴۸۰ جنگنده به ۶۶ فرودگاه خط مقدم ارتش سرخ، در روز نخست بیش از ۱۲۰۰ هواگرد شوروی را اغلب بر روی زمین نابود کرد. صرفا در منطقه نظامی اودسا با دستور فرمانده نیروهای هوایی آن برای آمادگی جنگی و پخش کردن هواگردها در چندین فرودگاه، تنها شش هواگرد بر روی زمین منهدم شد. مهمات منفجر نشده حاصل از این بمباران‌ها مواضع مورد هدف را به میدان مین بدل کرده بود. بمب‌افکن‌های لوفت‌وافه با نفوذ در عمق خاک شوروی پایگاه نیروی دریایی این کشور در سواستوپول در شبه‌جزیره کریمه را نیز بمباران نمودند.
نیروی هوایی شوروی به تازگی مجموعه‌ای از رزمایش‌های شبانه برگزار کرده بود و خلبانان آن هنگام آغاز تهاجم در خواب بودند و هواگردهایشان سوخت کافی نداشتند. از طرفی تهاجم در روز تعطیل یکشنبه اتفاق می‌افتاد و بسیاری از خلبانان نیز مرخص شده بودند. همین مسائل باعث اندک بودن تلفات وارد به خدمه این هواگردها شد. واکنش شوروی به این حملات در اثر قطع شدن خطوط ارتباطی در اثر بمباران‌ها، پراکنده و ناهماهنگ بود. نخستین فرامین به نیروهای هوایی شوروی عدم پاسخ به «تحریکات» و ساقط نکردن هواگردهای مهاجم بود. در نهایت پس از چهار ساعت از آغاز تهاجم، در پی فرمان خوش‌باورانه ساعت ۷ صبح به وقت مسکو، خطاب به نیروی هوایی شوروی جهت تهاجم بلافاصله هواگردهای این نیرو به عمق ۱۵۰ کیلومتری اراضی دشمن، تنها تعداد اندکی از هواگردهای شوروی توانستند از زمین برخیزند و با توجه به برتری هوایی آلمانی‌ها، میزان کمتری موفق شدند خود را به منطقه مرزی برسانند که آن هم نتیجه قابل توجهی نداشت و با توجه به نبود حمایت جنگنده‌های خودی، به از دست رفتن ۵۰۰ هواگرد دیگر شوروی انجامید. در چندین مورد کل آرایش‌های هوایی شوروی توسط جنگنده‌های لوفت‌وافه منهدم شدند. موفق‌ترین یگان جنگنده لوفت‌وافه جناح ۵۳ شکاری بود که ۷۴ هواگرد دشمن را ساقط کرد. جناح ۵۱ شکاری لوفت‌وافه نیز ۱۲ جنگنده و ۵۷ بمب‌افکن شوروی را از بین برد. سهم سرهنگ دوم ورنر مولدرس، خلبان تک‌خال آلمانی از این مقدار چهار هواگرد دشمن بود.
هواگردهای آلمانی با برگشت به پایگاه هوایی مربوط به خود، به سرعت سوخت‌گیری کرده و با دریافت مهمات مجدداً عازم هدف قرار دادن فرودگاه‌های شوروی می‌شدند. بسته به فاصله فرودگاه تا اهداف، بمب‌افکن‌های آلمانی تا شش بار و بمب‌افکن‌های شیرجه‌ای و جنگنده‌های آن تا هشت بار در روز در ایام آغازین عملیات، به پرواز درمی‌آمدند. ناوگان دوم هوایی لوفت‌وافه در عرض دو روز تقریباً تمامی نیروهای هوایی شوروی در بخش مرکزی جبهه را نابود کرد (انهدام ۱۰۲۰ هواگرد - دو سوم توان هوایی جبهه غربی). این نیرو در عرض یک هفته مجموعاً ۲۵۰۰ هواگرد شوروی را منهدم نمود. سپاه ۱ هوایی لوفت‌وافه در سه روز نخست به تنهایی ۱۶۰۰ بار به ۷۷ فرودگاه شوروی حمله کرد و موفق شد ۴۰۰ هواگرد دشمن را ساقط و ۱۱۰۰ هواگرد دیگر را بر روی زمین نابود کند. در مجموع در عرض سه روز آغازین شوروی دو هزار هواگرد و تا پایان هفته اول چهار هزار هواگرد خود را از دست داد تا بزرگ‌ترین نیروی هوایی جهان به نیرویی بی‌تأثیر بدل شود. در حالیکه طبق ادعای فرماندهی عالی ورماخت، آلمان در این مدت تنها ۱۵۰ هواگرد خود را از دست داده بود تا نسب خسارات وارده به طرفین ۱ به ۲۷ برآورد شود. بخشی از خسارات مربوط به بمب‌افکن‌های یو ۸۸ لوفت‌وافه بود که برای حمله به پایگاه‌های هوایی جبهه شمالی شوروی در ناحیه لنینگراد و شمال آن، با توجه به فاصله زیادِ خارج از برد جنگنده‌ها، می‌بایست عملیات را بدون محافظت صورت می‌دادند و در نتیجه زیر حمله شدید جنگنده‌های دشمن متحمل هجده فروند خسارت در روز ۲۳ ژوئن شدند.
| هواگرد        | در اثر اقدامات دشمن | در اثر اقدامات دشمن | دیگر عوامل | دیگر عوامل |
| هواگرد        | منهدم‌شده            | آسیب‌دیده            | منهدم‌شده   | آسیب‌دیده   |
| ------------- | ------------------- | ------------------- | ---------- | ---------- |
| یو ۸۸         | ۲۱                  | ۱۱                  | ۲          | ۶          |
| هائی ۱۱۱      | ۱۱                  | ۶                   | -          | ۲          |
| دو ۱۷         | ۱                   | ۳                   | -          | -          |
| یو ۸۷         | ۲                   | -                   | -          | ۱          |
| ب‌اف ۱۰۹       | ۱۴                  | ۶                   | ۱۰         | ۱۸         |
| ب‌اف ۱۱۰       | ۶                   | ۴                   | ۱          | ۵          |
| هااس ۱۲۳      | -                   | -                   | -          | ۳          |
| دیگر هواگردها | ۶                   | ۲۰                  | ۴          | ۴          |
| مجموع         | ۶۱                  | ۵۰                  | ۱۷         | ۳۹         |

منابع هوادار شوروی این فاجعه را نتیجه «بی‌کفایتی» و حتی «خیانت» در فرماندهی سطح خط مقدم می‌دانستند و با دست‌آویز قرار دادن آن پاکسازی ارتش سرخ را توجیه می‌کردند.
با وجود غافلگیری و ارتباطات ضعیف، با به هوا برخاستن جنگنده‌های باقیمانده شوروی، تعدادی از بمب‌افکن‌های آلمانی نیز ساقط گشت و با پدیداری جنگنده‌های محافظ آلمانی در تمامی طول مرز درگیری‌های شدید هوایی در ساعات اولیه صبح روز نخست به وقوع پیوست. با ساقط شدن یک بمب‌افکن یو ۸۸ لوفت‌وافه توسط ستوان روبستوف نخستین پیروزی هوایی شوروی در جنگ و با ساقط ساختن یک جنگنده آی-۱۶ شوروی توسط ستوان یکم روبرت اولیِنیک احتمالاً نخست پیروزی هوایی آلمانی‌ها در این عملیات به دست آمد. به هر صورت با توجه به ضربه مخربی که بمباران‌های اولیه و درگیری‌های هوایی به نیروی هوایی شوروی وارد آورد، تعداد اندکی از یگان‌های لوفت‌وافه نیز با وجود پرواز در تمامی روز، با هیچ هواگردی از دشمن برخورد نکردند.
کوبیده شدن هواگردهای شوروی به هواگردهای دشمن در نبردهای هوایی امری غیر مرسوم نبود. در نخستین اقدام موفق، ستوان ایوان ایوانوف روز نخست با کوبیدن جنگنده آی-۱۶ خود به بمب‌افکن هائی ۱۱۱ لوفت‌وافه در ۲۴ کیلومتری شرق دوبنو موجب سقوط هر دو هواگرد شد و «قهرمان اتحاد شوروی» لقب گرفت. این شکل متهورانه از حمله به هواگردهای دشمن باعث انهدام ۱۴ هواگرد آلمانی در روز نخست و ۵۸۰ هواگرد آن در مجموع جنگ شد.

## پشتیبانی نزدیک هوایی
پس از حصول برتری هوایی در عرض چند روز، لوفت‌وافه از ۲۵ ژوئن توجه خود را معطوف به پشتیبانی مستقیم یا غیر مستقیم نیروی زمینی کرد. لوفت‌وافه در جریان این پشتیبانی تا پایان ماه نوامبر به شکل میانگین ۲۳۲۷۰ تن مواد منفجره بر سر دشمن فرود می‌آورد. حمله هواگردهای آلمانی تحرکات ریلی و نیروهای شوروی را فلج کرد. هدف قرار دادن خطوط آهن باعث شکستی آن‌ها می‌گشت که تعمیر آن‌ها گاهی تا ۶ ساعت به طول می‌انجامید. بسیاری از یگان‌های شوروی که شتابان به خط مقدم گسیل می‌گشتند پیش از رسیدن به مقصد توسط نیروی هوایی آلمان آسیب می‌دیدند. لشکر چهل و هشتم تفنگ‌دار ارتش سرخ در منطقه بالتیک به گونه‌ای مورد هدف بمب‌افکن‌های آلمانی قرار گرفت که پیش از رسیدن به میدان نبرد متحمل تلفات سنگین شد. لشکر هفتم تانک شوروی نیز در عرض چهارده ساعت ۶۳ تانک از مجموع ۳۶۸ تانک و تمامی ادوات ترابری خود را در اثر این حملات هوایی از دست داد. در ادامه نیروهای ارتش سرخ برای در امان نگاه داشتن خود از این حملات یا کاهش اثرات آن هنگام روز در دسته‌های کوچک به تحرکات می‌پرداختند یا به میان درختان جنگل‌ها پناه می‌بردند که این مسائل باعث کاهش کنترل فرماندهان بر یگان‌ها می‌گشت.
در طرف مقابل نزدیک به دو سوم پرواز هواگردهای نیروی هوایی شوروی در پشتیبانی از تهاجم نیروی زمینی یا دفاع از آن در مقابل حملات هوایی صورت می‌گرفت. از مابقی پروازهای این نیرو حدود ۵ درصد به حملات سطح عملیاتی، ۱۵ درصد به حفاظت از سایر هواگردها و ۱۰ درصد به شناسایی مربوط می‌شد.

## لنینگراد
نیروی هوایی شوروی در ابتدای جنگ ۷ هنگ جنگنده و ۶ هنگ بمب‌افکن یا مجموع ۴۲۶ جنگنده و ۱۸۲ بمب‌افکن متوسط در نزدیکی لنینگراد مستقر ساخته بود. قریب به یک سوم از این مقدار جنگنده‌های منسوخ آی-۱۶ و آی-۱۵۳ بودند. هنگ‌های ۷ و ۱۵۹ جنگنده هواگردهای میگ-۳ در اختیار داشتند.

## بمباران راهبردی مسکو
سه هفته پس از آغاز عملیات، به دستور هیتلر لوفت‌وافه موظف به صورت دادن حملات هوایی علیه مسکو شد. حملات هوایی به مسکو عموماً به جهت وحشت‌آفرینی انجام می‌گرفت و به نقل از سرتیپ والتر وارلیمونت، هدف از آن انتقام حملات هوایی شوروی به هلسینکی و بوخارست بود. تصور می‌شد بمباران مسکو به یک «فاجعه مردمی» منجر خواهد شد و همانند تجربه ورشو، روتردام و بلگراد، فروپاشی رژیم شوروی را تسریع خواهد کرد. به هر صورت فیلدمارشال آلبرت کسلرینگ، فرمانده ناوگان دوم هوایی لوفت‌وافه، با اشاره به توان ناکافی لوفت‌وافه در تهاجم به چنین هدف بزرگی، با این اقدام مخالف بود. هیتلر روز ۱۹ ژوئیه با صدور فرمان شماره ۳۳ پیشوا، ضمن اشاره به موارد دیگر، فرمان به صورت گرفتن تهاجم هوایی به مسکو داد. این عملیات با اسم رمز کلارا ستکین، نخستین بمباران راهبردی بزرگ در جبهه شرقی به حساب می‌آمد. در نخستین سری از حملات هوایی از ساعت ده شب به وقت مسکو در روز ۲۱ ژوئیه تا شب ۲۳ ژوئیه ۴۳۵ بمب‌افکن هائی ۱۱۱، یو ۸۸ و دو ۱۷ سه جناح ۴، ۵۳ و ۵۵ بمب‌افکن لوفت‌وافه در قالب چهار موج، ۳۴۲ تن مواد منفجره و ۸۰ هزار بمب آتش‌زا بر مسکو ریختند. در این زمان ۱۳۸۰ توپ و مسلسل ضدهوایی و نزدیک به ۵۰۰ جنگنده سپاه ۶ جنگنده دفاع هوایی شوروی از حریم هوایی مسکو محافظت می‌کردند. به هر صورت تعداد اندکی جنگنده شبانه مدین منظور موجود بود. طبق ادعای شوروی، در جریان این حمله هوایی ۳۴۳ تن از ساکنین شهر کشته و ۱۰۰۰ تن دیگر زخمی و در طرف مقابل ۳۴ هواگرد آلمانی سرنگون شدند. به هر صورت در حقیقت تنها سه هواگرد لوفت‌وافه شامل دو هائی ۱۱۱ و یک دو ۱۷ در این عملیات از دست رفتند؛ درحالیکه چندین هواگرد آسیب‌دیده دیگر توانستند خود را به اراضی تحت سلطه آلمان برسانند. نیروی هوایی شوروی در این حین ۴ جنگنده خود را تماماً به جهت مشکلات فنی از دست داد. شوروی تلاش زیادی کرد حتی از طریق احداث ساخمان‌های دروغین موقعیت اماکن حساس را از دید شناسایی هوایی لوفت‌وافه مخفی نگاه دارد. به هر صورت مهاجمان با پروازهای شناسایی عکس‌برداری و تحلیل دقیق آن‌ها، با خطای کمی اهداف را مورد اصابت قرار دادند و خسارت جدی متوجه پایتخت دشمن ساختند. بدین ترتیب چندین مرکز صنعتی و نظامی آسیب دید، ۳۷ ساختمان از جمله انبارهای راه‌آهن تخریب گردید و نزدیک به ۱۲۰۰ آتش‌سوزی به پا شد. آسیب به پایگاه برق‌آبی شماره ۱ شبکه قطار شهری مسکو و تأسیسات حیاتی دیگری را از کار انداخت. چندین بمب انفجاری و آتش‌زا در مجموعه کاخ کرملین فرود آمد و آسیب‌هایی را به همراه داشت. یک بمب اس‌سی ۵۰۰ پرتاب‌شده از هواگردهای گروه ۲ جناح ۵۵ بمب‌افکن سقف تالار سنت جورج این کاخ را سوراخ کرد اما منفجر نشد.
لوفت‌وافه در نزدیکی خطوط مقدم پایگاه‌های هوایی مناسبی برای بمب‌افکن‌های دو موتوره نداشت. حملات هوایی به مسکو می‌بایست از پایگاه‌های هوایی در پروس شرقی و غرب بلاروس در فاصله ۸۰۰ تا ۱۰۰۰ کیلومتری صورت می‌گرفت. فاصله زیاد مسکو با این پایگاه‌های سبب می‌شد بمب‌افکن‌های آلمانی وادار شوند جهت حمل سوخت بیشتر از میزان مهمات خود بکاهند. بمب‌افکن‌های دورنیه دو ۱۷ لوفت‌وافه تنها میزان حداقلی ۵۰۰ کیلوگرم بمب با خود بدین منظور حمل می‌کردند. این مسئله در کنار دفاع قدرتمند هوایی شوروی بر فراز مسکو، سبب کاهش میزان خسارات و عدم توجیه از دست دادن هواگردهای لوفت‌وافه می‌شد.

## نبرد مسکو
همانند هم‌قطاران نیروی زمینی، یگان‌های لوفت‌وافه نیز فرصت چندانی برای آماده‌سازی و همچنین برنامه‌ریزی جهت عملیات تایفون، تهاجم به مسکو، نیافتند و این مسئله امکان اعمال تأثیر کامل را از آن‌ها گرفت. یکی از مهم‌ترین این یگان‌ها سپاه ۸ هوایی بود که به تازگی از ناحیه لنینگراد به ناحیه عملیاتی گروه ارتش مرکز منتقل شده بود. پیش از آغاز تهاجم این یگان به شدت به تعمیرات نیاز داشت.
با انتقال نیروی کمکی در قالب چندین لشکر و هنگ هوایی از سایر مناطق دیگر، هنگام آغاز نبرد مسکو نیروی هوایی تنها بخشی بود که شوروی از منظر عددی توان برابری با لوفت‌وافه داشت. نیروی هوایی شوروی توانست شش گروه هوایی ذخیره هر یک متشکل از چهار تا شش هنگ هوایی در ناحیه مسکو ایجاد نماید. روز ۱ اکتبر شوروی ۸۶۳ هواگرد شامل ۵۷۸ بمب‌افکن و ۲۸۵ جنگنده در این ناحیه داشت که البته از این مقدار ۳۰۱ بمب‌افکن و ۲۰۱ جنگنده در شرایط عملیاتی بودند.
شوروی از روز ۱ اکتبر شروع به دست زدن به تاکتیک جدیدی نمود که در قالب آن ده‌ها هنگ بمب‌افکن‌های منسوخ از جمله هواگردهای دوباله یو-۲ در عملیات‌های شبانه به کار گرفته می‌شدند. تأثیر این تاکتیک سبب شد لوفت‌وافه بخشی از توان جنگنده‌های خود را صرف عملیات‌های شبانه کند.